# Hasan Predojević
Hasan Predojević (in bosniaco Gazi Hasan-paša Predojević; ... – Sisak, 22 giugno 1593) è stato un militare bosniaco, comandante militare dell'Impero ottomano. Nato Niko Predojević in Erzegovina, cambiò il suo nome in Hasan dopo la sua conversione all'Islam.
Durante il regno del sultano Murad III (1574-1595), Hasan Predojević divenne sanjak-bey del sangiaccato di Seghedino. Mantenne la carica fino al giugno del 1591, quando divenne il quinto Beylerbey (governatore generale) della Bosnia.
La scalata al potere di Hasan coincise con il riaccendersi delle tensioni tra la Sublime porta e gli Asburgo. Queste tensioni, destinate ad evolversi nella Lunga Guerra scatenata dall'imperatore Rodolfo II d'Asburgo, maturarono in una guerra aperta proprio nei Balcani.
Nel 1592 Hasan Predojević conquistò la città di Bihać, facendone la roccaforte più occidentale dell'Impero ottomano. Nel 1593 il Beylerbey guidò una massiccia scorreria in territorio asburgico. L'esercito di Hasan attaccò il castello di Sisak, protetto da una guarnigione austriaca al comando del conte Ruprecht von Eggenberg. Lo scontro, noto ai posteri come Battaglia di Sisak terminò con una netta vittoria cristiana.
Hasan Predojević morì mentre tentava di fuggire dal campo di battaglia: intento a guadare la Kupa, morì annegato. Le truppe cristiane strapparono le sue vesti dal cadavere e le portarono come trofeo di guerra a Lubiana, dove i panni vennero trasformati in una veste cerimoniale per il vescovo.
Fonti turche hanno recentemente sviscerato i retroscena della spedizione di Predojević a Sisak. Lungi dal connaturarsi come un episodio isolato, l'attacco del beylerbey Hasan sarebbe stato uno dei tanti saccheggi organizzati dai bellicosi sipahi bosniaci. Queste operazioni erano condotte con una certa autonomia dai cavalieri originari delle province più periferiche dell'impero, in disaccordo con le direttive del governo centrale di Costantinopoli.